# Mircea Diaconu
Mircea Diaconu (n. 24 decembrie 1949, Vlădești, România – d. 14 decembrie 2024, București, România) a fost un actor, om politic și profesor la Universitatea Națională de Artă Teatrală și Cinematografică Ion Luca Caragiale din București, director al Teatrului „Nottara” din București. A fost membru în Consiliul Național al Audiovizualului (CNA) până în 2004 din partea PD, senator din partea PNL din 2008 până în 2012, europarlamentar independent, membru al Grupului ALDE și vice-președinte al Comisiei pentru Cultură și Educație din 2014 până în 2019.

## Teatru
A absolvit Liceul la Câmpulung Muscel în 1967 iar în perioada 1967-1971 a urmat cursurile Institutului de Artă Teatrală și Cinematografică, clasa Sanda Manu din București. Examenul de diplomă îl susține cu rolul bufonul din piesa Alexandru Lăpușneanu. A debutat scenic „profesionist” în 1970, din anul III de facultate, la Teatrul Bulandra, cu rolul Băiatul din Harfa de iarbă de Truman Capote, alături de Eugenia Popovici și Clody Berthola.
Debutul în cinematografie a avut loc în 1971, cu rolul Dezertorul din filmul Nunta de piatră, după Ion Agârbiceanu, în regia lui Dan Pița. În 1972, a fost angajat, de către Liviu Ciulei, la Teatrul Bulandra, unde a rămas până în 1982, când a devenit actorul Teatrului Nottara. A fost primul actor din România care și-a dat demisia, devenind liber profesionist (1990), pentru ca apoi să revină în teatru ca angajat în 2001. 
În calitate de manager al Teatrului Nottara, a fost implicat într-un scandal de nepotism, întrucât și-a angajat acolo propria soție (pe Diana Lupescu), pe post de regizor artistic gradul I, și a remunerat-o din fondurile Teatrului pe contracte ce implică drepturi de autor. După un proces îndelungat, a fost găsit nevinovat.

## Roluri în teatru

### Teatrul Bulandra
- Revizorul de Gogol, regia: Lucian Pintilie (1972);
- A 12-a noapte de Shakespeare, regia: Liviu Ciulei (1973);
- Răceala de Marin Sorescu, regia: Dan Micu (1977);
- Furtuna de Shakespeare, regia: Liviu Ciulei (1978).

### Teatrul C.I. Nottara
- Cum vă place de Shakespeare, regia: Lucian Pintilie (1982);
- Pădurea de Ostrovski, regia: Constantin Marinescu (1983);
- Ultimul bal după Liviu Rebreanu, regia: Dan Micu (1984);
- Burghezul gentilom după Moliere, regia: Alexandru Dabija (1986);
- Într-o dimineață de Mihai Ispirescu, regia: Dan Micu (1988).
- Teatrul descompus de Matei Vișniec, regia: Cătălina Buzoianu

### Teatrul Național I.L. Caragiale
- Ghetou de Joshua Sobol, regia: Victor Ioan Frunză

## Filmografie

### Actor
- Metamorfoze (1972) (TV)
- Nunta de piatră (1972)
- Explozia (1972)
- Adio dragă Nela (1972)
- Capcana (1974)
- Actorul și sălbaticii (1975)
- Filip cel bun (1975)
- Mere roșii (1976)
- Tănase Scatiu (1976)
- Cuibul salamandrelor (1977)
- Împușcături sub clar de lună (1977)
- Profetul, aurul și ardelenii (1978)
- Mai presus de orice (1978)
- Înainte de tăcere ‎(1978)
- Din nou împreună (1978)
- Vacanță tragică (1979)
- Audiența (1979)
- Artista, dolarii și ardelenii (1980)
- Bietul Ioanide (1980)
- Casa dintre cîmpuri (1980)
- Vînătoarea de vulpi (1980)
- Pruncul, petrolul și ardelenii (1981)
- De ce trag clopotele, Mitică? (1981)
- Semnul șarpelui (1982)
- Calculatorul mărturisește (1982)
- Așteptînd un tren (1982)
- Secvențe... (1982)
- O scrisoare pierdută (spectacol TV, 1982)
- Amurgul fântânilor (1983)
- Buletin de București (1983)
- Sfîrșitul nopții (1983)
- Căruța cu mere (1983)
- Siciliana (1984)
- Cumpărătorul de clopote (1984)
- Un petic de cer (1984)
- Horea (1984)
- O lumină la etajul zece (1984)
- Promisiuni (1985)
- Căsătorie cu repetiție (1985)
- Punct... și de la capăt (1987)
- Zîmbet de Soare (1988)
- Flăcări pe comori (1988)
- O vară cu Mara (1989)
- Secretul armei... secrete! (1989)
- Campioana (1991)
- Întîmplări cu Alexandra (1991)
- Vinovatul (1991)
- Telefonul (1992)
- Asfalt Tango (1996)
- Dănilă Prepeleac (1996)
- Față în față (1999)
- Corul pompierilor (2000)
- Filantropica (2002)
- Aventurile unei zile (2004)
- Legături bolnăvicioase (2006)
- Happy End (2006)
- Cum mi-am petrecut sfârșitul lumii (2006)
- Ticăloșii (2007)
- Tache (2008)
- Caravana cinematografică (2009)
- Doar cu buletinul la Paris (2015)

### Scenarist
- Piciu (1985)

## Publicații
- La noi, când vine iarna, Editura Polirom, 2013 [12]

## Activitate politică

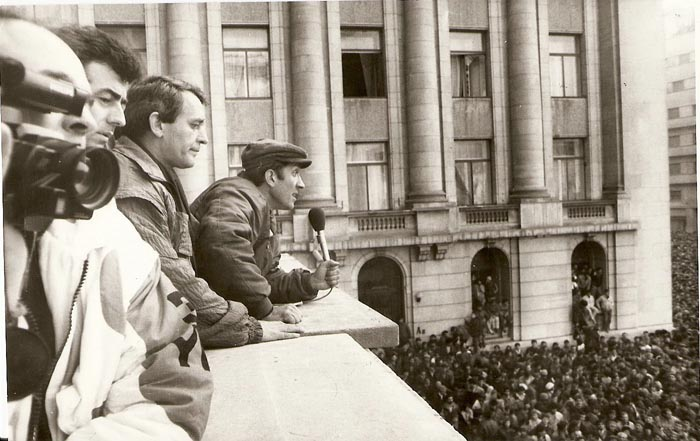
Mircea Diaconu vorbind în timpul Revoluției Române din 1989

A fost membru fondator al Alianței Civice (din 7 noiembrie 1990).
Mircea Diaconu a fost membru al Partidului Național Liberal între 2008 și 2014 și a fost ales din partea acestei formațiuni (de pe locul 3 în circumscripția în care a candidat) ca senator de Argeș la alegerile din 2008. 
Din martie 2010 - Congresul ordinar PNL - vicepreședinte PNL. În trecut, a fost desemnat membru al CNA din partea Partidului Democrat. Iar mai înainte a cochetat politic cu Convenția Democratică, pentru ca mai apoi să se alăture lui Varujan Vosganian și să intenționeze să candideze (în 1996) la Primăria Capitalei. Din 1 mai 2012 a fost numit Ministru al Culturii.
În anul 2019 a candidat independent la președinția României susținut de ALDE și a ieșit pe locul al 4-lea în primul tur al alegerilor. 
Ca director al Teatrului Nottara, Diaconu era însă incompatibil atât cu funcția de senator (funcții deținute concomitent timp de 3 ani), cât și cu cea de ministru, întrucât funcțiile politice i-ar fi permis să dirijeze subvenții publice către instituția pe care o conduce. Agenția Națională de Integritate, o instituție înființată în România pentru a combate asemenea cazuri de conflict de interese, i-a contestat de aceea mandatul în instanță. Diaconu nu s-a prezentat la termenele de judecată, iar Înalta Curte de Casație și Justiție a constatat și ea incompatibilitatea, el renunțând la locul din Guvern. Deși incompatibilitatea a fost decisă de instanța supremă încă din iunie, Senatul nu a luat act de ea până în decembrie, mandatul lui Diaconu încetând abia cu câteva zile înainte de expirarea lui, acțiune comentată de specialiști în drept ca o sfidare și o imixtiune din partea legislativului față de puterea judecătorească, întrucât organisme oficiale ale Senatului l-au asigurat pe Diaconu că nu este incompatibil.
La data de 28 august 2019 partidele ALDE și ProRomânia au format o alianță electorală pentru susținerea lui Mircea Diaconu, candidat independent, în alegerile prezidențiale din 10 noiembrie 2019.

## Decesul
Mircea Diaconu încetat din viață pe data de 14 decembrie 2024, la vârsta de 74 de ani, în urma unei boli necruțătoare de care suferea de mai mulți ani. A fost înmormântat cu onoruri militare la cimitirul din Săftica, județul Ilfov, pe 17 decembrie 2024.

## Distincții
- Ordinul național „Pentru Merit” în grad de Ofițer (1 decembrie 2000) „pentru realizări artistice remarcabile și pentru promovarea culturii, de Ziua Națională a României”[22]